# CEP Lorient
El CEP Lorient es un equipo de baloncesto francés con sede en la ciudad de Lorient, que compite en la NM1, la tercera división de su país. Disputa sus partidos en el Palais des Sports Kervaric, con capacidad para 3.,800 espectadores. Es la sección de baloncesto del club deportivo Cercle d'Éducation Physique de Lorient.

## Historia
- 1934 : Creación del club deportivo Cercle d'Éducation Physique de Lorient por Hervé Laudrin.
- 1951 : Campeón de Honneur
- 1952 : Campeón de Bretaña de la Excellence y ascenso a la National (1.ª división de la época)
- 1953 : El equipo finalizó el 8.º de su grupo y descendió a la Excellence
- 1984 : El CEP finalizó la temporada en la Nationale 3 invicto y ascendió a la Nationale 2, 21 años después de su última aparición
- 1985 : El equipo finalizó 5.º en la Nationale 2 y accedió a la recién creada Nationale 1B
- 1986 : Ascenso a la National 1A
- 1987 : El club llega a los cuartos de final de la National 1A
- 1988 : El club, 12.º en temporada regular, llega a los octavos de la National 1A
- 1989 : El club, 9.º en temporada regular, llega a los octavos de la National 1A
- 1990 : Descenso a la Nationale 1B
- 1991 : El club se declara en quiebra y vuelve a empezar en la Nationale Masculine 3
- 2012 : Ascenso a la Nationale Masculine 2
- 2016 : Ascenso a la Nationale Masculine 1

## Registro por Temporadas
| Temporada | División | Liga         | Pos. | V-D   | PL | Resultado |
| --------- | -------- | ------------ | ---- | ----- | -- | --------- |
| 2008-09   | 6.ª      | Prénationale | 1.º  | 18-4  |    | Ascenso   |
| 2009-10   | 5.ª      | NM3          | 9.º  | 8-14  |    |           |
| 2010-11   | 5.ª      | NM3          | 4.º  | 16-6  |    |           |
| 2011-12   | 5.ª      | NM3          | 1.º  | 18-4  |    | Ascenso   |
| 2012-13   | 4.ª      | NM2          | 5.º  | 14-12 |    |           |
| 2013-14   | 4.ª      | NM2          | 3.º  | 19-7  |    |           |
| 2014-15   | 4.ª      | NM2          | 7.º  | 13-13 |    |           |
| 2015-16   | 4.ª      | NM2          | 2.º  | 23-3  |    | Ascenso   |
| 2016-17   | 3.ª      | NM1          | 12.º | 16-18 |    |           |
| 2017-18   | 3.ª      | NM1          | 8.º  | 17-17 |    | Finalista |
| 2018-19   | 3.ª      | NM1          | 12.º | 11-13 |    |           |
| 2019-20   | 3.ª      | NM1          | 14.º | 7-19  |    |           |
| 2020-21   | 3.ª      | NM1          | 5.º  | 17-9  |    |           |
| 2021-22   | 3.ª      | NM1          | 3.º  | 19-7  |    |           |

## Palmarés
- National 1A
  - Cuartos de final: 1987
- Honneur
  - Campeón: 1951
- NM2
  - Campeón Grupo C: 2016
  - Finalista: 2016

## Jugadores destacados
| - Yanko Dzhukev - Adrián García Herepey-Csakanyi - Víctor Hidalgo - Will Ohuaregbe - Jason Bach - Aymeric Benon - Louis Bertorelle - Mathieu Bigote - Maxime Boire - Steeve Borval - Cyrille Dacourt - Christophe Evano - Eliott Froc | - Olivier Garry - Raphaël Giaimo - Tommy Le Baron - Bruno Lejeune - Jimmy Lupot - Oumar N'Doye - Léonids Lusars - Janis Zebelins - Eric Rakotondrasolo - Danilo Drasković - Nikola Jovanović - Jeremy Dean - Michael Knight | - Phil Lockett - Jamar Moore - Jared Newson - Edward O'Brien - Craig Robinson - Clément Faroux - Léon Alexander - Destin Damachoua - Camille Eleka - Yunss Akinocho - Glen Izevbigie - Derrick Pope - Naji Hibbert |